# Raúl Vicente Amarilla
Raúl Vicente Amarilla Vera (Luque, Paraguay; 19 de julio de 1960) es un exfutbolista y director técnico paraguayo, nacionalizado español. Como jugador se desempeñaba en la posición de delantero y tuvo una trayectoria de más de ocho años jugando en clubes de España.

## Trayectoria

### Como jugador

#### Sportivo Luqueño y Real Zaragoza
Amarilla hizo gala de sus cualidades de su olfato goleador, de su inteligencia para resolver jugadas en poco espacio y su visión del campo de juego, desde su etapa  juvenil en el Sportivo Luqueño, club en el que debutó a los 17 años de edad. Posteriormente, Amarilla fue adquirido por el Real Zaragoza, donde jugó cuatro temporadas, de 1979 a 1982.
Su mejor temporada en la Real Zaragoza fue en la temporada 1982-83, donde terminó el año como segundo goleador de la liga, quedando a poco de ser el "Pichichi" (goleador de La Liga) por tan solo un gol. 

#### Racing de Santander y F. C. Barcelona
Su estadía en el fútbol español se extendería luego al Racing de Santander y al F. C. Barcelona, club en el que llegó como sustituto de Quini en 1986. El Barça pagó 50 millones de pesetas por él (el doble de lo que había abonado en su día el Zaragoza al Sportivo Luqueño de Paraguay), aunque en sus tres temporadas en el Camp Nou no acabó de enamorar a la "parroquia blaugrana". Jugó un total de 56 partidos; ganó 28, perdió 10, empató 16 y marcó 15 goles con el club culé. Logró alzarse con 2 títulos: Copa de la Liga (1985-86) y la Copa del Rey (1987-88). Su etapa blaugrana acabó abruptamente por culpa del "motín del Hesperia", ya que fue uno de los 14 jugadores despedidos por Josep Lluís Núñez, quien era presidente del club en aquel entonces.

#### Club Olimpia
Amarilla fue una de las más grandes figuras del fútbol paraguayo y fue pieza clave para las hazañas del club Olimpia en los años 90, donde fue elegido como el mejor futbolista sudamericano del año en 1990.
Volvió a Olimpia en 1988, pero tras una temporada en donde fue campeón paraguayo con los franjeados, el fútbol internacional volvió a requerir de sus cualidades, y viajó entonces a México para sumarse al Club América (1988-1989).
Posteriormente, de estar a un paso de dejar el fútbol, Amarilla volvió al Olimpia en 1990, pasó a convertirse en la piedra angular del equipo franjeado que se consagró campeón de la Copa Libertadores 1990 y que también se hizo con la Supercopa Sudamericana ese mismo año. Estuvo en Olimpia hasta 1993, donde fue campeón paraguayo una vez más.

#### Últimos años
En 1994 estuvo por Japón, jugando para el club Yokohama Flügels, club en el que también por su parte, decidió poner fin a su carrera futbolística a la edad de 34 años.

#### Selección nacional
Ha sido internacional con la selección de España. Disputó la Eurocopa Sub-21 de 1984 logrando el subcampeonato.

#### Pos-retiro
Tras retirarse de la práctica activa del fútbol, fue entrenador de la selección sub-23 de Paraguay, en el año 2000. Más tarde, ya en la selección mayor, fue asistente técnico de Aníbal Ruiz antes y durante la Copa Mundial Alemania 2006.

### Como entrenador
Como entrenador ha dirigido en la Primera División de Paraguay a equipos como San Lorenzo en 2002, Sportivo Luqueño en 2011, 3 de Febrero, Sportivo Trinidense y Tacuary.
Posterior al Mundial 2006, asume interinamente como entrenador de la selección de fútbol de Paraguay hasta fin de año, dirigiendo 2 partidos amistosos, con un empate y una derrota.
Raúl Vicente Amarilla, sigue desempeñándose como director técnico. Defendió alguna vez la camiseta española de la selección sub-21, por lo que nunca pudo vestir la albirroja paraguaya a pesar de su deseo. No obstante, su nombre es todo un símbolo para el fútbol paraguayo y en especial para los fanáticos del club Olimpia.

#### Mánager deportivo
Olimpia nombró a Raúl Vicente como mánager oficial del club en 2018. Su despedida del cargo fue anunciado el 2 de junio de 2021.

## Clubes

### Como jugador
| Club                | Liga     | Año       |
| ------------------- | -------- | --------- |
| Sportivo Luqueño    | Paraguay | 1978-1979 |
| Racing de Santander | España   | 1980-1981 |
| Real Zaragoza       | España   | 1981-1985 |
| F. C. Barcelona     | España   | 1985-1988 |
| Olimpia             | Paraguay | 1988-1989 |
| América             | México   | 1989      |
| Olimpia             | Paraguay | 1990-1993 |
| Yokohama Flügels    | Japón    | 1993-1994 |

## Estadísticas

### Como entrenador de la selección de Paraguay
| # | Fecha                   | Lugar        | Rival     | Resultado | Competición | Goleadores (Sólo los de Paraguay) |
| - | ----------------------- | ------------ | --------- | --------- | ----------- | --------------------------------- |
| 1 | 7 de octubre de 2006    | Brisbane     | Australia | 1-1       | Amistoso    | M. Beauchamp (e/c)                |
| 2 | 15 de noviembre de 2006 | Viña del Mar | Chile     | 2-3       | Amistoso    | E. Giménez y C. Riveros           |

Se menciona en primer término el marcador registrado por el conjunto paraguayo.
| Goleadores       | Goleadores           | Goleadores | Goleadores |
| Jugador          | Club                 | Goles      | Partidos   |
| ---------------- | -------------------- | ---------- | ---------- |
| Edison Giménez   | 2 de Mayo            | 1          | 1          |
| Cristian Riveros | Libertad             | 1          | 2          |
| Autogol          | Bandera de Australia | 1          | 1          |

| Jugadores utilizados     | Jugadores utilizados                     | Jugadores utilizados | Jugadores utilizados |
| Jugador                  | Club en el momento de jugar por Paraguay | Partidos             | Goles                |
| ------------------------ | ---------------------------------------- | -------------------- | -------------------- |
| Cristian Riveros         | Libertad                                 | 2                    | 1                    |
| Julio César Manzur       | Santos                                   | 2                    | 0                    |
| José Domingo Salcedo     | Cerro Porteño                            | 2                    | 0                    |
| Carlos Bonet             | Libertad                                 | 2                    | 0                    |
| Óscar Cardozo            | Newell's Old Boys                        | 2                    | 0                    |
| Salvador Cabañas         | América                                  | 2                    | 0                    |
| Edison Giménez           | 2 de Mayo                                | 1                    | 1                    |
| Justo Villar             | Newell's Old Boys                        | 1                    | 0                    |
| Delio Toledo             | Kayserispor                              | 1                    | 0                    |
| Carlos Gamarra           | Palmeiras                                | 1                    | 0                    |
| Edgar Barreto            | NEC Nijmegen                             | 1                    | 0                    |
| Roberto Acuña            | Rosario Central                          | 1                    | 0                    |
| Nelson Cuevas            | América                                  | 1                    | 0                    |
| Jorge Martín Núñez       | Estudiantes                              | 1                    | 0                    |
| Paulo César Da Silva     | Toluca                                   | 1                    | 0                    |
| Pedro Sarabia            | Libertad                                 | 1                    | 0                    |
| Diego Gavilán            | Newell's Old Boys                        | 1                    | 0                    |
| Aldo Bobadilla           | Boca Juniors                             | 1                    | 0                    |
| Edgard Balbuena          | Libertad                                 | 1                    | 0                    |
| Claudio Morel Rodríguez  | Boca Juniors                             | 1                    | 0                    |
| Fabio Ramos              | Nacional                                 | 1                    | 0                    |
| Édgar González           | Cerro Porteño                            | 1                    | 0                    |
| Javier Mercedes González | Sportivo Luqueño                         | 1                    | 0                    |
| Cristian Bogado          | Nacional                                 | 1                    | 0                    |
| Aureliano Torres         | Guaraní                                  | 1                    | 0                    |
| Julio Irrazábal          | Nacional                                 | 1                    | 0                    |

#### Participaciones en Copas del Mundo
Como ayudante del seleccionador de Paraguay, Aníbal Ruiz, Amarilla estuvo en la Copa Mundial de Fútbol de 2006
| Mundial                         | Sede     | Resultado    |
| ------------------------------- | -------- | ------------ |
| Copa Mundial de Fútbol de 2006. | Alemania | Primera fase |

## Palmarés

### Como jugador

#### Campeonatos nacionales
| Título               | Club             | País     | Año     |
| -------------------- | ---------------- | -------- | ------- |
| Copa de la Liga      | F. C. Barcelona  | España   | 1986    |
| Copa del Rey         | F. C. Barcelona  | España   | 1987-88 |
| Campeonato Paraguayo | Olimpia          | Paraguay | 1988    |
| Torneo República     | Olimpia          | Paraguay | 1992    |
| Campeonato Paraguayo | Olimpia          | Paraguay | 1993    |
| Copa del Emperador   | Yokohama Flügels | Japón    | 1993    |

#### Torneos internacionales
| Título                 | Club    | País      | Año  |
| ---------------------- | ------- | --------- | ---- |
| Copa Libertadores      | Olimpia | Guayaquil | 1990 |
| Supercopa Sudamericana | Olimpia | Asunción  | 1990 |
| Recopa Sudamericana    | Olimpia | Asunción  | 1991 |

#### Distinciones individuales
| Distinción                                                    | Año  |
| ------------------------------------------------------------- | ---- |
| Máximo goleador de la Primera División de Paraguay (17 goles) | 1988 |
| Máximo goleador de la Copa Libertadores (10 goles)            | 1989 |
| Máximo goleador de la Supercopa Sudamericana (7 goles)        | 1990 |
| Futbolista sudamericano del año                               | 1990 |
| Incluido en el Equipo Ideal de América                        | 1990 |

### Como entrenador
| Título              | Club                | País     | Año  |
| ------------------- | ------------------- | -------- | ---- |
| División Intermedia | Sportivo Trinidense | Paraguay | 2009 |